# Diebrock
Diebrock is een dorp in het westen van de Duitse gemeente Herford, deelstaat Noordrijn-Westfalen, en telt 2.024 inwoners (31 december 2015). Tot Diebrock behoren de gehuchten Hausheide en Hollinde.
Een belangrijke groothandel in Diebrock verhandelt bevestigingsmaterialen voor de bouwnijverheid. Op het grote bedrijventerrein ten zuiden van het dorp is o.a. ook een postsorteercentrum gevestigd. Het bedrijventerrein ligt aan de spoorlijn Hannover - Hamm en beschikte tot circa 2010 over een beperkte faciliteit, om goederentreinen, die op deze lijn rijden, er te laten stoppen voor het laden of lossen van vracht.

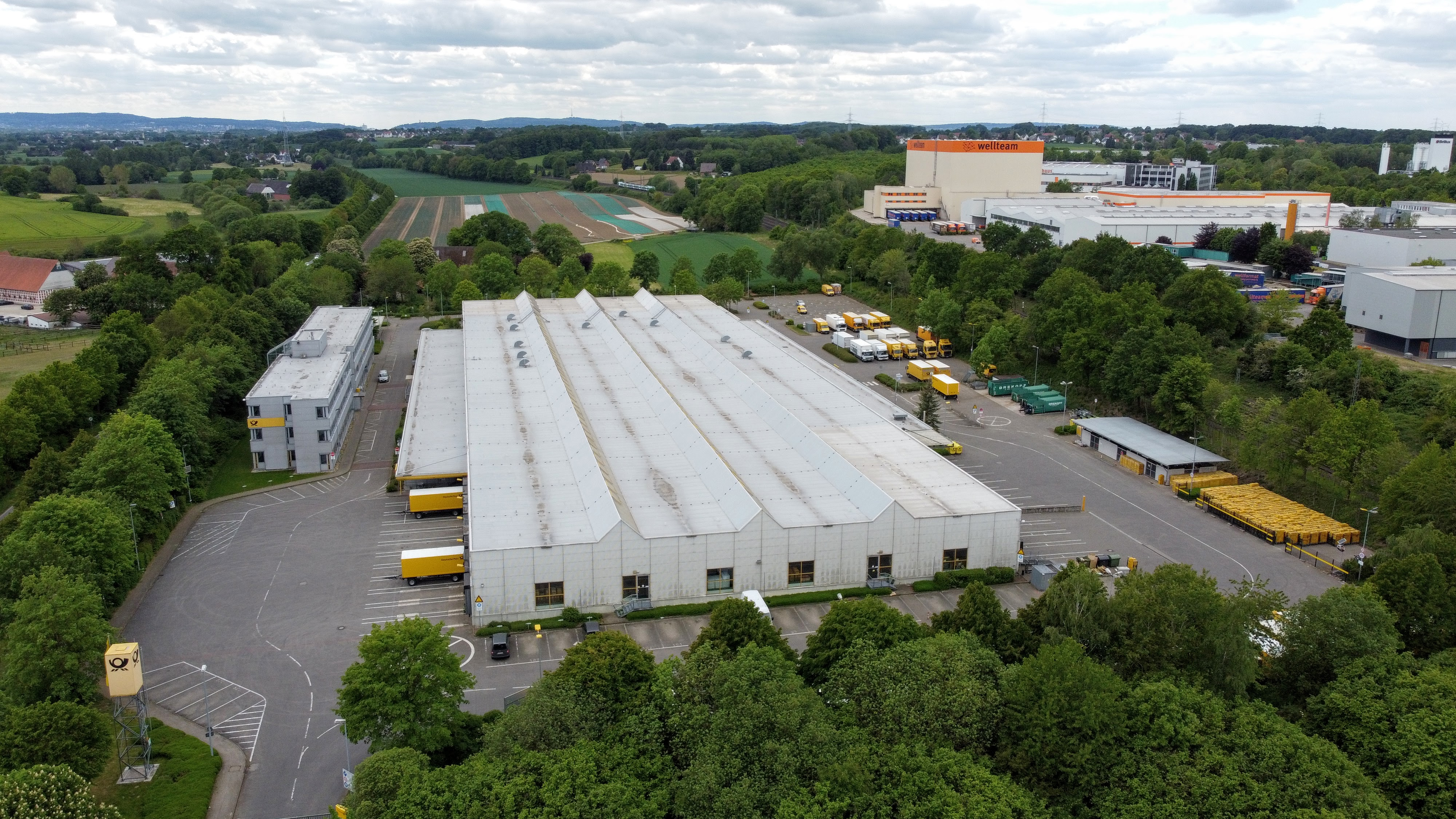
Bedrijventerrein Diebrock; op de voorgrond het post-sorteercentrum.